# Астюг
Астю́г (фр. Astugue, окс. Astuga) — коммуна во Франции, находится в регионе Юг — Пиренеи. Департамент — Верхние Пиренеи. Входит в состав кантона Баньер-де-Бигор. Округ коммуны — Баньер-де-Бигор.
Код INSEE коммуны — 65043.

## География

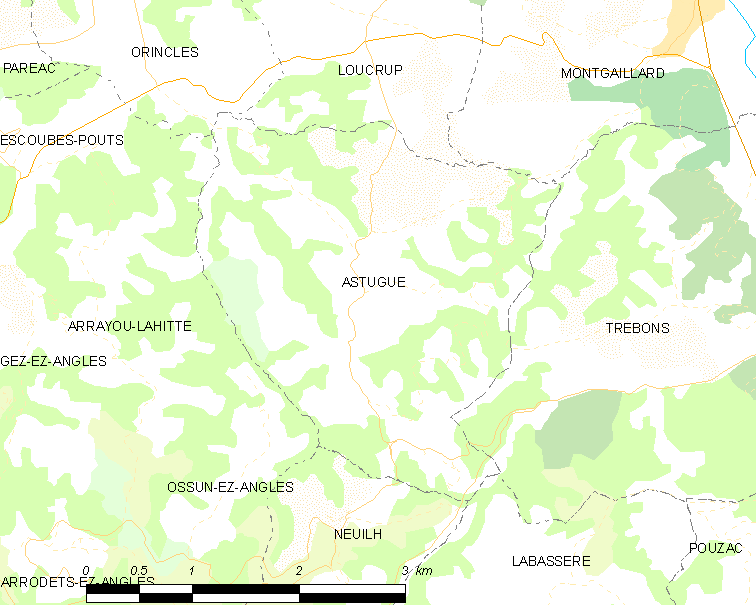
Карта коммуны

Коммуна расположена приблизительно в 670 км к югу от Парижа, в 125 км юго-западнее Тулузы, в 16 км к югу от Тарба.

## Климат
Климат умеренно-океанический с солнечной тёплой погодой и обильными осадками на протяжении практически всего года.

## Население
Население коммуны на 2010 год составляло 284 человека.
| 1962 | 1968 | 1975 | 1982 | 1990 | 1999 | 2010 |
| ---- | ---- | ---- | ---- | ---- | ---- | ---- |
| 256  | 225  | 185  | 171  | 204  | 219  | 284  |

## Администрация
| Период | Период | Фамилия         | Партия | Примечания |
| ------ | ------ | --------------- | ------ | ---------- |
| 1983   | 2009   | Жан-Поль Ригаль |        |            |
| 2009   | 2020   | Серж Маркери    |        |            |

## Экономика
В 2010 году среди 166 человек трудоспособного возраста (15-64 лет) 120 были экономически активными, 46 — неактивными (показатель активности — 72,3 %, в 1999 году было 78,9 %). Из 120 активных жителей работали 111 человек (68 мужчин и 43 женщины), безработных было 9 (3 мужчин и 6 женщин). Среди 46 неактивных 18 человек были учениками или студентами, 16 — пенсионерами, 12 были неактивными по другим причинам.